# Peugeot SER
Il Peugeot SER è un motore a scoppio prodotto in due varianti dal 1932 al 1937 dalla Casa automobilistica francese Peugeot.

## Caratteristiche

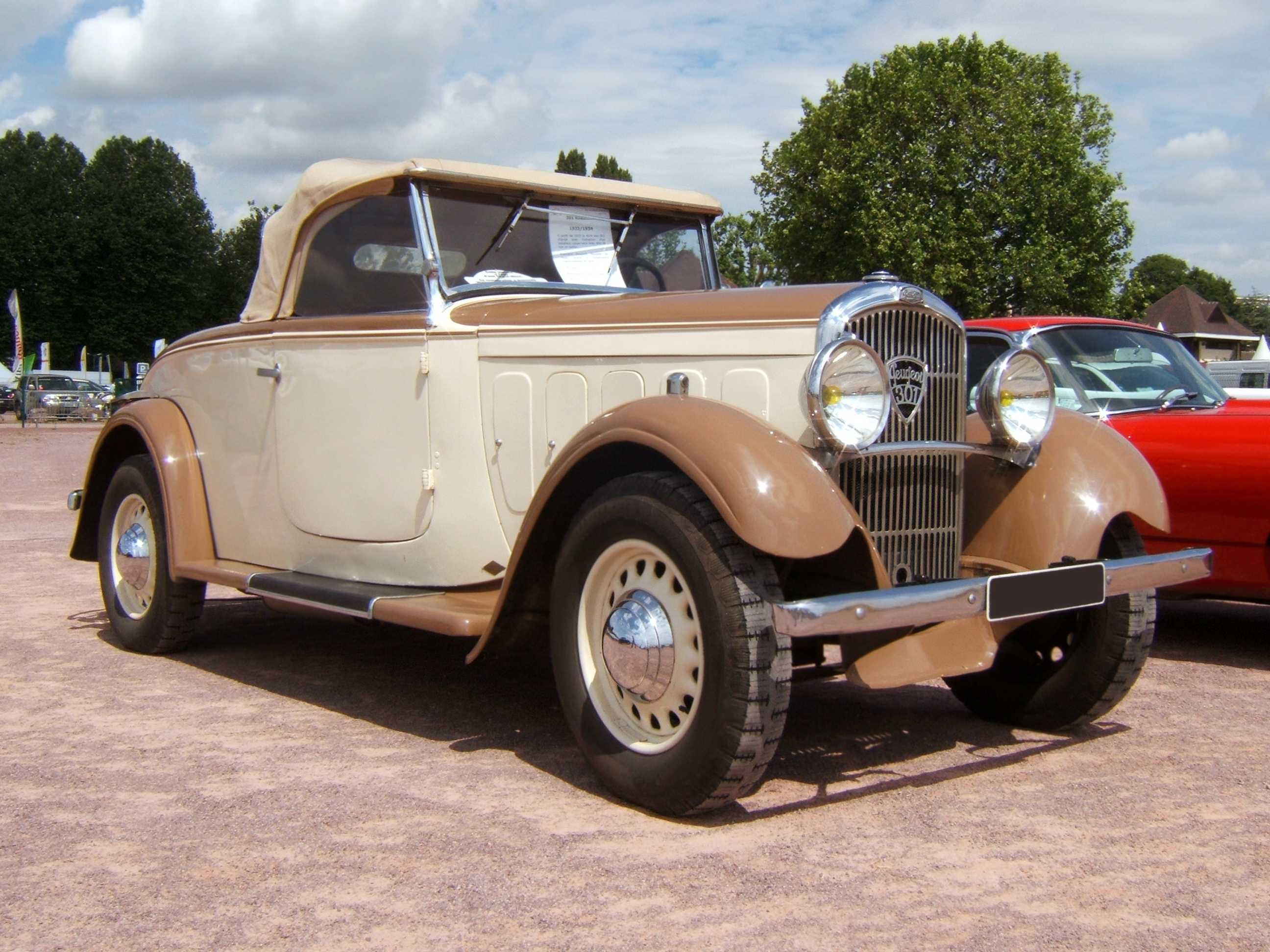
Il motore SER è stato principalmente montato sulla Peugeot 301...

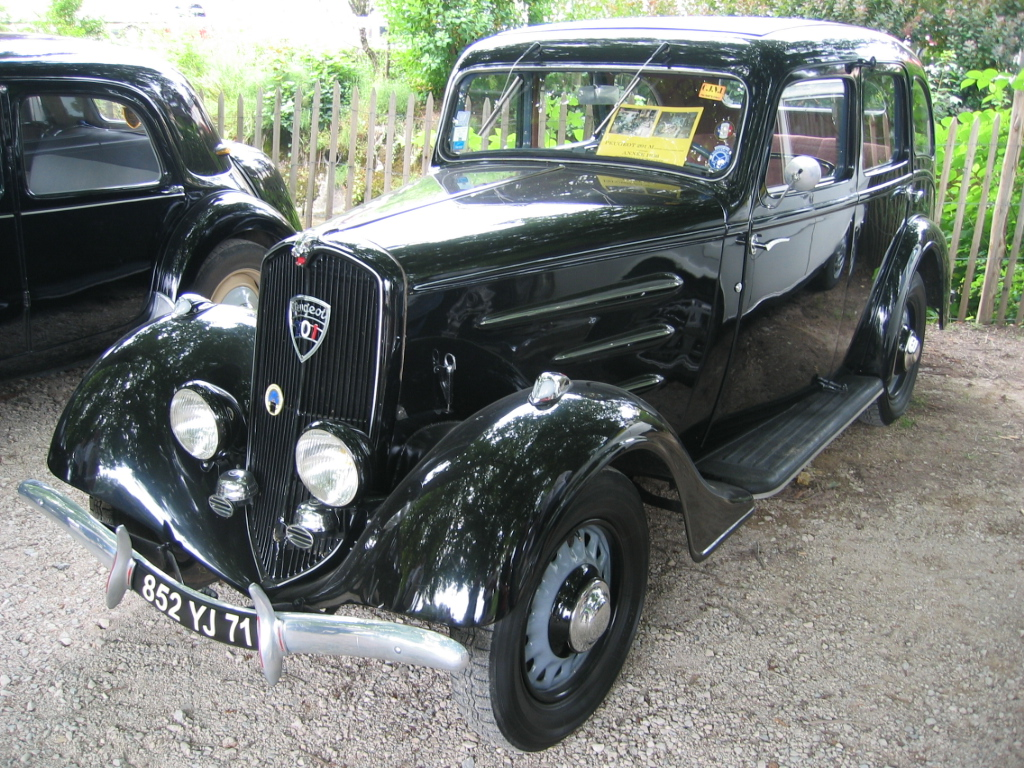
... ma anche sulle ultime Peugeot 201 prodotte nelle serie D ed M tra il 1934 ed il 1937

Si tratta di due motori strettamente imparentati con l'unità SE da 1122 cm³, della quale ripresero l'architettura e le soluzioni tecniche generali. Anche nei due motori SER, quindi, si ritrovano le seguenti caratteristiche:
- architettura generale a 4 cilindri in linea;
- monoblocco, basamento e testata in ghisa;
- distribuzione a valvole laterali con asse a camme nel basamento;
- albero a gomiti su due supporti di banco.

Per quanto riguarda le caratteristiche dimensionali, i due motori SER avevano rispettivamente cilindrate di 1307 e 1465 cm³, scaturite dai due nuovi livelli di alesatura dei cilindri, passati dagli originari 63 mm di diametro, caratteristici dei motori SE, a rispettivamente 68 e 72 mm.

### Il motore SER5
La principale versione tra le due è stata quella di cilindrata superiore, in quanto nata per prima ed impiegata per un tempo più lungo, oltre che su più modelli. Nota anche con la sigla SER5, essa nacque originariamente con un rapporto di compressione pari a 6:1, ed erogava una potenza massima di 34 CV a 3500 giri/min. Esso è stato montato su:
- Peugeot 301 (1932-34;
- Peugeot 201 M (1936-37).

A partire dal 1934, e solo sulla 301, questo motore ha subito la prima delle sue due successive evoluzioni. In questa nuova variante, l'albero a gomiti divenne a tre supporti di banco e ricevette anche dei contrappesi di equilibratura per ridurre le vibrazioni, mentre il rapporto di compressione scese a 5.85:1, ma la potenza massima crebbe a 37 CV a 4000 giri/min. Questo motore venne proposto solo per alcuni mesi del 1934, sempre sulla 301.

Nell'autunno del 1934, il motore SER5 fu nuovamente rivisitato: stavolta le modifiche comportarono la nascita di due sottovarianti, differenti tra loro a seconda che la testata fosse in ghisa o in lega di alluminio. Nel primo caso il rapporto di compressione tornò a 6:1, mentre nel secondo caso salì a 6.6:1. La potenza, invece, scese leggermente, da 37 a 35 CV. Questo motore venne montato sulle Peugeot 301D, prodotte tra il 1936 ed il 1937.

### Il motore SER2
Il meno diffuso tra i due motori SER nacque nel 1934 per essere montato esclusivamente sulle Peugeot 201 D prodotte fino al 1936 e differiva dal SER5 per il differente diametro dei cilindri. Qui la cilindrata era di 1307 (68x90 mm) e con un rapporto di compressione sempre pari a 6:1, la potenza massima fu di 28 CV a 4000 giri/min.